# 女性労働基準規則
女性労働基準規則（じょせいろうどうきじゅんきそく、昭和61年1月27日労働省令第3号）は、女性の労働基準を定めた厚生労働省令である。労働基準法第6章の2等に基づき定められたものである。
1986年（昭和61年）に女子年少者労働基準規則のうち女子に係る規定を独立させ「女子労働基準規則」として施行、1997年（平成9年）の改正で現題名に変更された。施行当初は当時の労働基準法に多く定められていた女子の保護規定に対応したものとなっていたが、法改正により女性全般を保護する規定のほとんどは廃止され、現行規則は妊産婦の保護を主目的に女性の妊娠、出産、哺育等に有害である業務を規制する趣旨の内容となっている。

## 構成
現行規則は全4条及び附則からなる。

### 第1条
労働基準法第64条の2第2号の厚生労働省令で定める業務は、次のとおりとする。
1. 人力により行われる土石、岩石若しくは鉱物（以下「鉱物等」という。）の掘削又は掘採の業務[3]
2. 動力により行われる鉱物等の掘削又は掘採の業務（遠隔操作により行うものを除く。）[4]
3. 発破による鉱物等の掘削又は掘採の業務[5]
4. ずり、資材等の運搬若しくは覆工のコンクリートの打設等鉱物等の掘削又は掘採の業務に付随して行われる業務（鉱物等の掘削又は掘採に係る計画の作成、工程管理、品質管理、安全管理、保安管理その他の技術上の管理の業務並びに鉱物等の掘削又は掘採の業務に従事する者及び鉱物等の掘削又は掘採の業務に付随して行われる業務に従事する者の技術上の指導監督の業務を除く。）[6]

労働基準法第64条の2第2号により、満18歳以上の女性をこれらの業務に就かせてはならないこととなる。なお、満18歳に満たない者（性別を問わず）の坑内労働は労働基準法第63条により、業務内容にかかわらず禁止されている。

### 第2条
労働基準法第64条の3第1項の規定により妊娠中の女性を就かせてはならない業務は、次のとおりとする（1項）。
| 年齢                  | 断続作業の場合 （kg） | 継続作業の場合 （kg） |
| --------------------- | --------------------- | --------------------- |
| 満16歳未満            | 12                    | 8                     |
| 満16歳以上 満18歳未満 | 25                    | 15                    |
| 満18歳以上            | 30                    | 20                    |

| 号 | 妊婦 | 産後1年 | 一般 （満18歳以上） |
| -- | ---- | ------- | ------------------- |
| 1  | ×    | ×       | ×                   |
| 2  | ×    | △       | ○                   |
| 3  | ×    | △       | ○                   |
| 4  | ×    | △       | ○                   |
| 5  | ×    | △       | ○                   |
| 6  | ×    | △       | ○                   |
| 7  | ×    | △       | ○                   |
| 8  | ×    | △       | ○                   |
| 9  | ×    | △       | ○                   |
| 10 | ×    | △       | ○                   |
| 11 | ×    | △       | ○                   |
| 12 | ×    | △       | ○                   |
| 13 | ×    | ○       | ○                   |
| 14 | ×    | ○       | ○                   |
| 15 | ×    | △       | ○                   |
| 16 | ×    | △       | ○                   |
| 17 | ×    | △       | ○                   |
| 18 | ×    | ×       | ×                   |
| 19 | ×    | △       | ○                   |
| 20 | ×    | △       | ○                   |
| 21 | ×    | △       | ○                   |
| 22 | ×    | △       | ○                   |
| 23 | ×    | △       | ○                   |
| 24 | ×    | ×       | ○                   |

1. 表の左欄に掲げる年齢の区分に応じ、それぞれ同表の右欄に掲げる重量以上の重量物を取り扱う業務[8]
2. ボイラー（労働安全衛生法施行令第1条第3号に規定するボイラーをいう。次号において同じ。）の取扱いの業務
3. ボイラーの溶接の業務
4. つり上げ荷重が5トン以上のクレーン若しくはデリック又は制限荷重が5トン以上の揚貨装置の運転の業務
5. 運転中の原動機又は原動機から中間軸までの動力伝導装置の掃除、給油、検査、修理又はベルトの掛換えの業務
6. クレーン、デリック又は揚貨装置の玉掛けの業務（二人以上の者によって行う玉掛けの業務における補助作業の業務を除く。）
7. 動力により駆動される土木建築用機械又は船舶荷扱用機械の運転の業務
8. 直径が25センチメートル以上の丸のこ盤（横切用丸のこ盤及び自動送り装置を有する丸のこ盤を除く。）又はのこ車の直径が75センチメートル以上の帯のこ盤（自動送り装置を有する帯のこ盤を除く。）に木材を送給する業務
9. 操車場の構内における軌道車両の入換え、連結又は解放の業務
10. 蒸気又は圧縮空気により駆動されるプレス機械又は鍛造機械を用いて行う金属加工の業務
11. 動力により駆動されるプレス機械、シヤー等を用いて行う厚さが8ミリメートル以上の鋼板加工の業務
12. 岩石又は鉱物の破砕機又は粉砕機に材料を送給する業務
13. 土砂が崩壊するおそれのある場所又は深さが5メートル以上の地穴における業務
14. 高さが5メートル以上の場所で、墜落により労働者が危害を受けるおそれのあるところにおける業務
15. 足場の組立て、解体又は変更の業務（地上又は床上における補助作業の業務を除く。）
16. 胸高直径が35センチメートル以上の立木の伐採の業務
17. 機械集材装置、運材索道等を用いて行う木材の搬出の業務
18. 次の各号に掲げる有害物を発散する場所の区分に応じ、それぞれ当該場所において行われる当該各号に定める業務
  - 塩素化ビフエニル（別名PCB）、アクリルアミド、エチルベンゼン、エチレンイミン、エチレンオキシド、カドミウム化合物、クロム酸塩、五酸化バナジウム、水銀若しくはその無機化合物（硫化水銀を除く。）、塩化ニッケル（II）（粉状の物に限る。）、スチレン、テトラクロロエチレン（別名パークロルエチレン）、トリクロロエチレン、砒素化合物（アルシン及び砒化ガリウムを除く。）、ベータ―プロピオラクトン、ペンタクロルフエノール（別名PCP）若しくはそのナトリウム塩又はマンガンを発散する場所 - 次に掲げる業務（スチレン、テトラクロロエチレン（別名パークロルエチレン）又はトリクロロエチレンを発散する場所において行われる業務にあっては2.に限る。）
    1. 特定化学物質障害予防規則第22条第1項、第22条の2第1項又は第38条の14第1項第11号ハ若しくは第12号ただし書に規定する作業を行う業務であって、当該作業に従事する労働者に呼吸用保護具を使用させる必要があるもの
    2. 1.の業務以外の業務のうち、安衛令第21条第7号に掲げる作業場（石綿等を取り扱い、若しくは試験研究のため製造する屋内作業場又はコークス炉上において若しくはコークス炉に接してコークス製造の作業を行う場合の当該作業場を除く。）であって、特定化学物質障害予防規則第36条の2第1項の規定による評価の結果、第3管理区分に区分された場所における作業を行う業務

  - 鉛及び安衛令別表第四第6号の鉛化合物を発散する場所 - 次に掲げる業務
    1. 鉛中毒予防規則第39条ただし書の規定により呼吸用保護具を使用させて行う臨時の作業を行う業務又は同令第58条第1項若しくは第2項に規定する業務若しくは同条第3項に規定する業務（同項に規定する業務にあっては、同令第3条各号に規定する業務及び同令第58条第3項ただし書の装置等を稼か働させて行う同項の業務を除く。）
    2. 1.の業務以外の業務のうち、安衛令第21条第8号に掲げる作業場であって、鉛中毒予防規則第52条の2第1項の規定による評価の結果、第3管理区分に区分された場所における業務

  - エチレングリコールモノエチルエーテル（別名セロソルブ）、エチレングリコールモノエチルエーテルアセテート（別名セロソルブアセテート）、エチレングリコールモノメチルエーテル（別名メチルセロソルブ）、キシレン、N,N-ジメチルホルムアミド、スチレン、テトラクロロエチレン（別名パークロルエチレン）、トリクロロエチレン、トルエン、二硫化炭素、メタノール又はエチルベンゼンを発散する場所 - 次に掲げる業務
    1. 有機溶剤中毒予防規則第32条第1項第1号若しくは第2号又は第33条第1項第2号から第7号まで（特定化学物質障害予防規則第38条の8においてこれらの規定を準用する場合を含む。）に規定する業務（有機溶剤中毒予防規則第2条第1項（特定化学物質障害予防規則第38条の8において準用する場合を含む。）の規定により、これらの規定が適用されない場合における同項の業務を除く。）
    2. 1.の業務以外の業務のうち、安衛令第21条第7号又は第10号に掲げる作業場であつて、有機溶剤中毒予防規則第28条の2第1項（特定化学物質障害予防規則第36条の5において準用する場合を含む。）の規定による評価の結果、第3管理区分に区分された場所における業務
19. 多量の高熱物体を取り扱う業務
20. 著しく暑熱な場所における業務
21. 多量の低温物体を取り扱う業務
22. 著しく寒冷な場所における業務
23. 異常気圧下における業務
24. さく岩機、鋲打機等身体に著しい振動を与える機械器具を用いて行う業務

労働基準法第64条の3第1項の規定により産後1年を経過しない女性を就かせてはならない業務は、前項第1号から第12号まで及び第15号から第24号までに掲げる業務とする。ただし、同項第2号から第12号まで、第15号から第17号まで及び第19号から第23号までに掲げる業務については、産後1年を経過しない女性が当該業務に従事しない旨を使用者に申し出た場合に限る（2項）。

### 第3条
労働基準法第64条の3第2項の規定により同条第1項の規定を準用する者は、妊娠中の女性及び産後1年を経過しない女性以外の女性とし、これらの者を就かせてはならない業務は、前条第1項第1号及び第18号に掲げる業務とする。

### 第4条
1. 労働基準法第100条第3項に規定する女性主管局長及びその指定する所属の職員を雇用環境・均等局調査員という。
2. 雇用環境・均等局調査員の携帯すべき証票は、別記様式による。
労働基準法第100条3項が労働基準監督官の権限等について定めた労働基準法第101条・105条を準用していることから、調査員には監督官と同様に臨検、尋問、帳簿・書類の提出要求の権限が認められ、同時に守秘義務、証票携帯義務が課せられる。